# Jaciment arqueològic de Sant Dalmau
El Jaciment de Sant Dalmau és un jaciment paleolític situat entre els Camós i Cornellà de Terri (Pla de l'Estany), inclòs a l'Inventari del Patrimoni Arqueològic i Paleontològic de Catalunya.
Es tracta d'un jaciment a l'aire lliure situat en uns camps al marge dret de la Riera de Matamors, entre els masos de Can Carxofa i Can Pradoi i a la banda Esquerra del camí de Corts, al costat de la Font de Sant Dalmau que li dona nom. Les seves coordenades UTM són X: 481959.54 Y: 4660676.88, i està situat a una alçada de 135 msnm.

## Descobriment i historiografia del jaciment
El Sr. Joan Abad, membre de l'Associació Arqueològica de Girona va localitzar dues peces de suposada cronologia paleolítica.

## Cronologia
En el camps indicats es van recollir dues peces de suposada cronologia paleolítica: una de sílex i una altra de quars.

## Troballes
S'han trobat dues peces, una de quars i una de sílex dipositades a l'Associació Arqueològica de Girona c/Ferran Agulló 3r 4a (Girona).